# Robert S. Dietz
Robert Sinclair Dietz (14 septembre 1914 - 19 mai 1995) est un scientifique du U.S. National Geodetic Survey. Dietz, né à Westfield, New Jersey est un géologue marin, géophysicien et océanographe qui mène des recherches pionnières avec Harry Hess concernant l'expansion des fonds marins, publiées dès 1960-1961. Alors qu'il est à l'Institut d'océanographie Scripps, il observe la nature de la chaîne de monts sous-marins de l'Empereur qui s'étend de l'extrémité nord-ouest de la chaîne de l'île hawaïenne à Midway et spécule pendant le déjeuner avec Robert Fisher en 1953 que quelque chose devait transporter ces vieilles montagnes volcaniques vers le nord comme un tapis roulant.

## Biographie
Né et élevé à Westfield, New Jersey, Dietz est diplômé en 1932 de la Westfield High School.
Dans des travaux ultérieurs, il s'intéresse aux impacts de météorites, est le premier à reconnaître le bassin de Sudbury comme un événement d'impact ancien et découvre un certain nombre d'autres cratères d'impact. Il défend l'utilisation de cônes d'éclatement comme preuve d'anciennes structures d'impact. Il reçoit la médaille Walter H. Bucher de l'Union américaine de géophysique en 1971, la médaille Barringer de la Meteoritical Society en 1985 et la médaille Penrose de la Société américaine de géologie en 1988.
Dietz est un critique virulent du créationnisme et est le conseiller pédagogique de deux groupes d'étudiants à l'Université d'État de l'Arizona en 1985, Americans Promoting Evolution Science (APES) et les Phoenix Skeptics. Dietz parle de l'évolution et du créationnisme lors des réunions de ces groupes et débat avec le créationniste Walter Brown et de l'apologiste chrétien William Lane Craig à l'Arizona State University.
Dietz est mort à Tempe, Arizona.
La planète mineure 4666 Dietz est nommée en son honneur.
L'ASU School of Earth and Space Exploration parraine les conférences publiques annuelles Robert S. Dietz Memorial.

## Publications sélectionnées
- Dietz, « Earth, Sea, and Sky: Life and Times of a Journeyman Geologist », Annual Review of Earth and Planetary Sciences, vol. 22,‎ 1994, p. 1–32 (DOI 10.1146/annurev.ea.22.050194.000245, Bibcode 1994AREPS..22....1D)
- Robert S. Dietz et John C. Holden (scientific illustrator), Creation/Evolution Satiricon: Creationism Bashed, Winthrop, WA, Bookmaker, 1987
- Dietz, « In Defense of Drift », The Sciences, vol. 23, no 6,‎ nov–dec 1983, p. 26 (DOI 10.1002/j.2326-1951.1983.tb02661.x)
- Robert S. Dietz, Sudbury Structure as an Astrobleme, University of Chicago, 1964
- Dietz, « Continent and Ocean Basin Evolution by Spreading of the Sea Floor », Nature, vol. 190, no 4779,‎ 3 juin 1961, p. 854–857 (DOI 10.1038/190854a0, Bibcode 1961Natur.190..854D, S2CID 4288496)
- Dietz, « Marine geology of northwestern Pacific: description of Japanese bathymetric chart 6901 », Bull. Geol. Soc. Am., vol. 65, no 12,‎ 1954, p. 1199 (ISSN 0016-7606, DOI 10.1130/0016-7606(1954)65[1199:MGONPD]2.0.CO;2, Bibcode 1954GSAB...65.1199D)
- Menard et Dietz, Robert S., « Mendocino submarine escarpment », Journal of Geology, vol. 60, no 3,‎ mai 1952, p. 266–278 (DOI 10.1086/625962, JSTOR 30058194, Bibcode 1952JG.....60..266M, S2CID 128459599)